# Different Light
Different Light, en español ; Luz Diferente es el segundo álbum de estudio de la banda femenina estadounidense The Bangles. Publicado el 2 de enero de 1986 en Estados Unidos, y el 3 de marzo del mismo año en el Reino Unido a través de la discográfica Columbia Records.

## Sencillos
- «Manic Monday»

Es el primer sencillo del Grupo The Bangles, la canción fue publicada el 27 de enero de 1986 por el sello Columbia Records. La canción fue escrita por el cantante Prince en 1984, quien la grabó en forma de dúo para el álbum homónimo de Apollonia 6; sin embargo, finalmente la descartó. Dos años más tarde, ofreció el sencillo a The Bangles bajo el seudónimo de “Christopher”. La entrega del sencillo generó rumores de que Prince le dio la canción a Susanna Hoffs, la líder de The Bangles, tras escuchar el álbum All Over the Place (1984), para que a cambio se acostase con él, rumores que fueron descartados[cita requerida]. "Nos contactó y nos dijo: "Tengo un par de canciones para ustedes, quisiera saber si están interesadas" y claro que lo estábamos". Peterson opinó sobre el cambio que el cantante produjo en el grupo: «Fue una Banglificación de un arreglo de Prince. Tenía una demo con un estilo muy suyo. Era una canción buena, pero no la grabamos en plan: "¡Este es nuestro primer sencillo exitoso! ¡Oh, Dios! ¡Lo siento en mi sangre!". Simplemente hicimos la canción y luego el álbum; nos relajamos y pensamos en eso más adelante. El sencillo recibió un éxito notable, consiguiendo debutar en listas internacionales como en Australia, Canadá o Reino Unido, enseguida, la canción entró en la Billboard Hot 100, donde se convertiría en el primer top 10 de The Bangles consiguiendo llegar al número 2 la semana del 19 de Abril de 1986, justamente en la semana en la que Prince consiguió llevar a su tema «Kiss» al número 1 de la lista.
- «If She Knews what She Wants»

If She Knews what She Wants es el segundo sencillo del álbum. La canción obtuvo expectativa, entrando en el número 80 de la lista, y conseguir en menos de 10 semanas subir a la 29, su mejor posición. También consiguió entrar en listas de países como el Reino Unido o Australia.
- «Walk Like an Egyptian»

Walk Like an Egyptian es el tercer sencillo y el segundo éxito de The Bangles, publicado el 1 de septiembre de 1986. La canción la escribió Liam Sternbeg al ver en una estación de Ferry cómo un hombre llevaba el equipaje en una postura característica para no perder el equilibrio, y dicha pose le recordó al dibujo de algunas personas del antiguo Egipto. Sternberg había terminado una versión demo de la canción en enero de 1984 con el cantante Marti Jones. Se la ofreció a Toni Basil, quien la rechazó. Lene Lovich grabó la primera versión de la canción, pero no se editó debido a que decidió tomarse un descanso de la música para criar a su familia. David Kahne, de Peer Southern Publishing, fue el productor de Different Light; recibió una copia de la demo y le gustó, especialmente la “calidad improvisada” de Jones. Kahne llevó la canción a las Bangles, quienes aceptaron grabarla. 
Hizo que cada miembro del grupo cantara las letras para determinar quién cantaría cada verso; Vicki Peterson, Michael Steele y Susanna Hoffs cantaron las voces principales en la versión final en el primero, segundo y tercer versos, respectivamente. A Kahne no le gustaban las pistas de Debbi Peterson, por lo que fue relegada a coros. Esto la enojó y causó tensión dentro del grupo. La situación se vio agravada por el uso de una caja de ritmos en lugar de su batería, disminuyendo aún más su papel en la canción.
La canción se convirtió en todo un éxito internacionalmente, consiguiendo llegar al número 1 del Billboard Hot 100, convirtiéndose el primer número 1 de The Bangles en Estados Unidos, y su segundo top 10 en dicho país, la canción consiguió encabezar la lista en más de 10 países, convirtiéndose en el mayor éxito de Las Bangles internacionalmente, «Walk Like an Egyptian» consiguió permanecer por cuatro semanas en el número 1 de la lista, siendo la canción de The Bangles que más tiempo está en el número 1, muchas radios y revistas han colocado al sencillo en el top 100 de las mejores canciones de los 80.
- «Walking Down Your Street»

«Walking Down Your Street» es el cuarto sencillo del álbum, la canción consiguió cosechar fama media en Estados Unidos o el Reino Unido, donde consiguieron llegar al número 11 y al número 16 en el Reino Unido respectivamente.

## Recepción

### Comercial

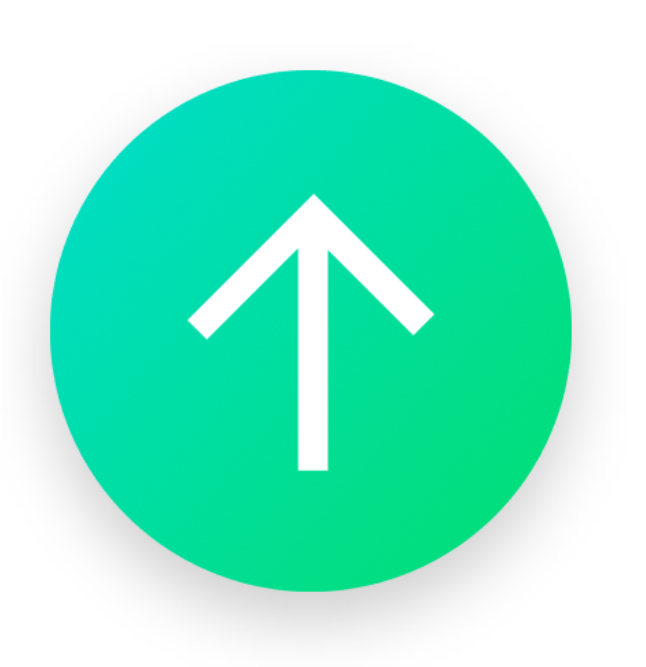
Different Light, el segundo álbum de The Bangles consiguió su mejor posición al llegar al número 2 de la lista Billboard 200

Different Light consiguió aparecer en la lista de Billboard 200 la semana del 1 de febrero de 1987 en la posición 185, y consiguió llegar a su mejor posición de la lista un año más tarde al llegar al número 2 de dicha lista, considerándose todo un éxito comercial, pero un éxito comercial tardío. Estimando un éxito de más de 1.000.000 de copias vendidas en el primer año del disco, adquiriendo la certificación de ‘Platinum’ por la Recording Industry Association of America en 1986, un año más tarde, el 2 de enero de 1987 el álbum consiguió ser certificado como Platinum por la RIAA, en 1989, el disco fue certificado como Multiplatino por ventas de más de 2.000.000 de copias en los Estados Unidos, convirtiendo a Different Light en el primer álbum Multiplatino de las Bangles, finalmente el álbum fue certificado con 3 discos de Platino por la RIAA el 7 de octubre de 1944. En el Reino Unido el éxito que recibió el disco fue mayor, siendo certificado Platinum por 500.000 copias vendidas el mismo 1986, además de conseguir posicionarse en el número 3 del UK Albums chart considerándose todo un éxito.
En Australia, el álbum fue considerado un rotundo éxito, pero un éxito tardío, ya que el álbum tardó 13 meses en llegar a su posición pico, la número 2, aun así se estiman ventas de más de 100.000 copias de ese disco en dicho país. En Países como Suiza, sus canciones si tuvieron éxito, pero el álbum gozó de fama media, consiguiendo el número 16 de la lista de ventas de álbumes en ese territorio.

### Crítica

Allmusic de dio un total de estrellas siendo una crítica generalmente positiva

Mark Deming de AllMusic escribió : “El primer álbum, All Over the Place, pudo haberles ganado un poco de radio y MTV, pero está claro que con Different Light apuntaban a apuestas mucho más altas, especialmente cuando Prince, quien, según informes, estaba enamorado de Susanna Hoffs, se ofreció a escribir una canción para ellas. 
El sonido barroco dominado por el teclado de «Manic Monday» estaba muy lejos de todo lo que The Bangles habían grabado antes, y aunque la voz entrecortada de Hoffs y las armonías finas de sus compañeras de banda encajaban en la canción como un guante, también envió al grupo El camino que los alejó del pop / rock con influencia de los 60 fue su traje más fuerte, y aunque Vicki Peterson puede mostrar su trabajo de guitarra en algunas canciones aquí, las diferencias entre Different Light y All Over the Place (1984) son reveladoras. y un poco triste, las cajas de ritmos que dominan «Walk Like an Egyptian» y «Walking Down Your Street» roban las interpretaciones de la sensación orgánica de la mejor música de este grupo, los toques funky de «Standing in the Hallway» están simplemente fuera de lugar, y al mismo tiempo cubren Big Star («September Gurls») y Jules Shear («If She Knew What She Wants») pueden haber sonado bien en el papel, ni el rendimiento captura lo que hace que cada canción sea especial. Y mientras el álbum lucha por reunirse en las últimas entradas con el aire más personal de "Following" y "Not Like You", la mayoría de las canciones luchan por resistir bajo la producción extremadamente hábil de David Kahne y las capas de pan de jengibre agregadas por un puñado de músicos invitados. 
Different Light convirtió a The Bangles en auténticas estrellas del pop, pero también transformó una banda llamativa y distintiva en un vehículo comparativamente sin rostro para un productor que busca éxitos; el grupo intenta dejar que su personalidad brille a pesar de todo, pero el esfuerzo falla la mayor parte del tiempo.” 

## Canciones
| N.º | Título                                   | Duración |  |
| 1.  | «Manic Monday»                           | 3:06     |  |
| 2.  | «In a Different Light»                   | 2:52     |  |
| 3.  | «Walking Down Your Street»               | 3:04     |  |
| 4.  | «Walk Like an Egyptian»                  | 3:24     |  |
| 5.  | «Standing in the Hallaway»               | 2:56     |  |
| 6.  | «Return Post»                            | 4:22     |  |
| 7.  | «If She Knews What She Wants»            | 3:49     |  |
| 8.  | «Let it Go»                              | 2:32     |  |
| 9.  | «September Gurls -Theme from “Big Star”» | 2:45     |  |
| 10. | «Angels Don’t Fall In Love»              | 3:23     |  |
| 11. | «Following»                              | 3:21     |  |
| 12. | «Not Like You»                           | 3:06     |  |

## Posicionamiento en listas
| País           | Lista Certificadora | Mejor posición |
| -------------- | ------------------- | -------------- |
| Estados Unidos | Billboard Hot 100   | 2              |
| Reino Unido    | UK Singles Chart    | 3              |
| Noruega        | Norweigan Charts    | 5              |
| Suiza          | Schweizer Hitparade | 11             |

| Posición ingreso | Mejor posición | Semanas en la mejor posición | Semanas en lista |
| ---------------- | -------------- | ---------------------------- | ---------------- |
| 185              | 2              | 4                            | 86               |

## Personal
- Tchad Blake - ingieniería.
- Alex Chilton - composición.
- Dave Glover - asistencia de ingieniería.
- David Kahne - composición y producción.
- Mike Kloster - asistencia de ingieniería.
- David Leonard - ingieniería y mezcla.
- Peggy McLeonard - ingieniería.